# Zandraket
De zandraket (Arabidopsis thaliana) is een kleine eenjarige plant uit de kruisbloemenfamilie. De soort komt algemeen voor in Europa, Azië en Afrika. De zandraket is een robuuste plant die niet veel eisen stelt aan zijn omgeving. Hij groeit vaak aan de randen van wegen, tussen trottoirtegels en op landbouwgronden, waardoor het veelal als onkruid wordt gezien.
De zandraket is een belangrijk modelorganisme in de plantenwetenschappen, genetica en moleculaire biologie. De plant is eenvoudig te kweken, heeft een korte levenscyclus en kan vele honderden nakomelingen opleveren. Het is een zelfbestuiver, waardoor eigenschappen zonder wijzigingen aan het nageslacht worden doorgegeven. Het was de eerste plant waarvan het hele genoom werd vastgesteld. Onderzoek aan Arabidopsis heeft geleid tot detailkennis van vrijwel alle moleculaire processen in planten, zoals bloemontwikkeling, de werking van plantenhormonen en resistentie tegen ziekten.

## Beschrijving

### Bladeren
De meeste bladeren staan onderin, in een wortelrozet. De bladeren variëren van eirond tot lancetvormig en hebben geen slippen. Ze bezitten haren die met behulp van een loep kunnen worden onderscheiden. Naast enkelvoudige en gegaffelde haren, bezitten de bladeren ook sterharen. De plant overwintert met de rozet. De meestal vertakte tot ca. 30 cm lange bloeistengels hebben niet meer dan enkele bladen, ze zijn kleiner dan de rozetbladeren en niet of nauwelijks behaard.

### Bloei en voortplanting
Zandraket plant zich vooral voort door middel van zelfbestuiving. De plant bloeit in april en mei. De vier witte kroonbladen zijn niet groter dan 0,5 cm. 
De 1 - 2,5 cm lange hauwen zijn smal lijnvormig en staan wijduit op draadvormige stelen. De plant zet zaad voordat het zomer is. De zaden kiemen in het najaar. De zaden kunnen in de zaadbank langer dan vijf jaar blijven rusten.
Een doosvrucht. De opgerichte hauwen zijn smal lijnvormig, 1 tot 2½ cm lang en ongveer 1 mm breed. Ze staan wijduit op draadvormige, schuin opzij staande stelen. 

#### Bloemdiagram

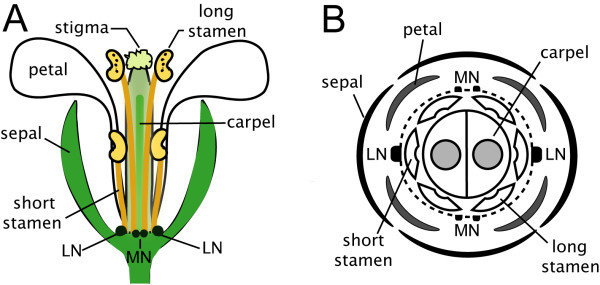
Bloemdiagram van zandraket. sepal=kelkblad, petal=bloemblad, stamen=meeldraad, carpel=vruchtblad, stigma=stempel, LN en MN=nectariën

### Cantil
In 2021 is bij de zandraket een nieuw orgaan ontdekt, cantil genaamd naar de cantilever. Het zorgt er voor dat het zijsteeltje dat extra bloemen en de vruchten draagt, niet recht uit de plantenstengel omhoog groeit, maar een zijwaartse knik maakt. Dit orgaan is niet altijd en niet in iedere plant aanwezig. De groei ervan doet zich voor wanneer de dagen korter worden. Om die reden is het orgaan nooit opgevallen in de laboratoria omdat het daar veelal gedurende 16 uur licht is.

## Ecologie en verspreiding
Zandraket is te vinden op open en zonnige, droge tot matig vochtige, matig voedselarme tot matig voedselrijke, zwak zure tot kalkhoudende, vaak omgewerkte zandgrond en stenige plaatsen. De plant groeit op dijken en in bermen, op open plekken in grasland en in akkers, in plantsoenen en de zeeduinen, op braakliggende gronden en ruderale plaatsen. Verder op muren en in heggen, in spoorbermen en tussen straatstenen, op rotsen en oevers. De soort stamt uit het Middellandse Zeegebied maar is over alle werelddelen verspreid geraakt. Ze is algemeen in de Benelux, behalve in de provincie Zeeland, laagveengebieden, het noordelijke Nederlandse zeekleigebied en de Belgische Ardennen waar de plant minder algemeen is. Het is een pioniersplant die verdwijnt zodra de vegetatie zich sluit.

## Toepassingen
Zandraket wordt gebruikt in genetisch onderzoek als een modelorganisme omwille van:
- korte levenscyclus (6 weken tot 3 maanden)
- grote zaadproductie en mogelijkheid op kleine oppervlakte te kweken
- efficiënte transformatie met Agrobacterium tumefaciens
- klein genoom: 125 Mbp in vijf chromosomen die alle in kaart zijn gebracht.
- uitgebreide genetische en fysische kaart van de 5 chromosomen beschikbaar
- vele mutanten beschikbaar in zadenbanken, onder andere met EMS = ethyl-methaan-sulfonaat-mutanten: ELO (elongata; smalle, lange blaadjes met lange bladstelen, 1/1/99, Micol), ELP (ectopic lignin in pith, 1/8/98, Ye), DRL (deformed roots and leaves, 1/9/93, Dean)

### Landmijnen
Het Deense biotechnologiebedrijf Aresa heeft zandraket genetisch gemodificeerd zodat ze geschikt zijn om landmijnen mee op te sporen. Wanneer er uit de bodem stikstofoxiden ontsnappen kleuren de bladeren van groen naar rood. Uit veel mijnen lekt deze stof. In 2005 werd in samenwerking met het Deense leger op een proefveld het concept uitgetest met drie verschillende types landmijnen. Hieruit bleek dat de planten daadwerkelijk verkleurden als ze zich in de nabijheid van een landmijn bevonden. In 2006 zijn in samenwerking met een Kroatische organisatie nieuwe velden bij het onderzoek betrokken. Op deze velden worden meerdere typen landmijnen getest en onderzoek verricht naar klimatologische effecten.